# Paweł Józef Nardini
Paweł Józef Nardini, niem. Paul Josef Nardini (ur. 25 lipca 1821 w Germersheim, zm. 27 stycznia 1862 w Pirmasens) – niemiecki filozof i teolog, założyciel Zgromadzenia Ubogich Sióstr Franciszkanek Świętej Rodziny (z Mallersdorf), błogosławiony Kościoła rzymskokatolickiego.
Był nieślubnym dzieckiem Margaret Lichtenberger. Z powodu braku środków materialnych oddała go na wychowanie dalszej rodzinie. Zaopiekowali się z nim ciotka i jej mąż. Po ukończeniu gimnazjum wstąpił do seminarium w Spirze, gdzie studiował filozofię. Na Uniwersytecie Ludwika i Maksymiliana w Monachium uzyskał dyplom z teologii.
22 sierpnia 1846 otrzymał święcenia kapłańskie i dwa dni później został mianowany kapelanem. W 1855 założył zgromadzenie sióstr z Mallersdorf (niem. Armen Franziskanerinnen von der Heiligen Familie lub Mallersdorfer Schwestern).
Zmarł w wieku 41 lat w opinii świętości, gdyż uznano, że za jego wstawiennictwem została uzdrowiona z nowotworu s. Stephana Beyer.
Paweł Józef Nardini został beatyfikowany przez papieża Benedykta XVI w dniu 22 października 2006 roku.